# Saint-Denis-du-Béhélan
Saint-Denis-du-Béhélan ist eine Ortschaft und eine Commune déléguée in der französischen Gemeinde Marbois mit 193 Einwohnern (Stand: 1. Januar 2018) im Département Eure in der Region Normandie (vor 2016 Haute-Normandie). 
Mit Wirkung vom 1. Januar 2016 wurden die früheren Gemeinden Chanteloup, Les Essarts, Le Chesne und Saint-Denis-du-Béhélan zu einer Commune nouvelle mit dem Namen Marbois zusammengelegt. Die Gemeinde Saint-Denis-du-Béhélan gehörte zum Arrondissement Bernay (bis 2017 Arrondissement Évreux), zum Kanton Breteuil und zum Kommunalverband Normandie Sud Eure. 

## Geografie
Saint-Denis-du-Béhélan liegt etwa 22 Kilometer südwestlich von Évreux.

## Bevölkerungsentwicklung
| 1962                       | 1968 | 1975 | 1982 | 1990 | 1999 | 2006 | 2013 | 2018 |
| -------------------------- | ---- | ---- | ---- | ---- | ---- | ---- | ---- | ---- |
| 129                        | 121  | 110  | 134  | 152  | 145  | 146  | 205  | 193  |
| Quellen: Cassini und INSEE |      |      |      |      |      |      |      |      |

## Sehenswürdigkeiten

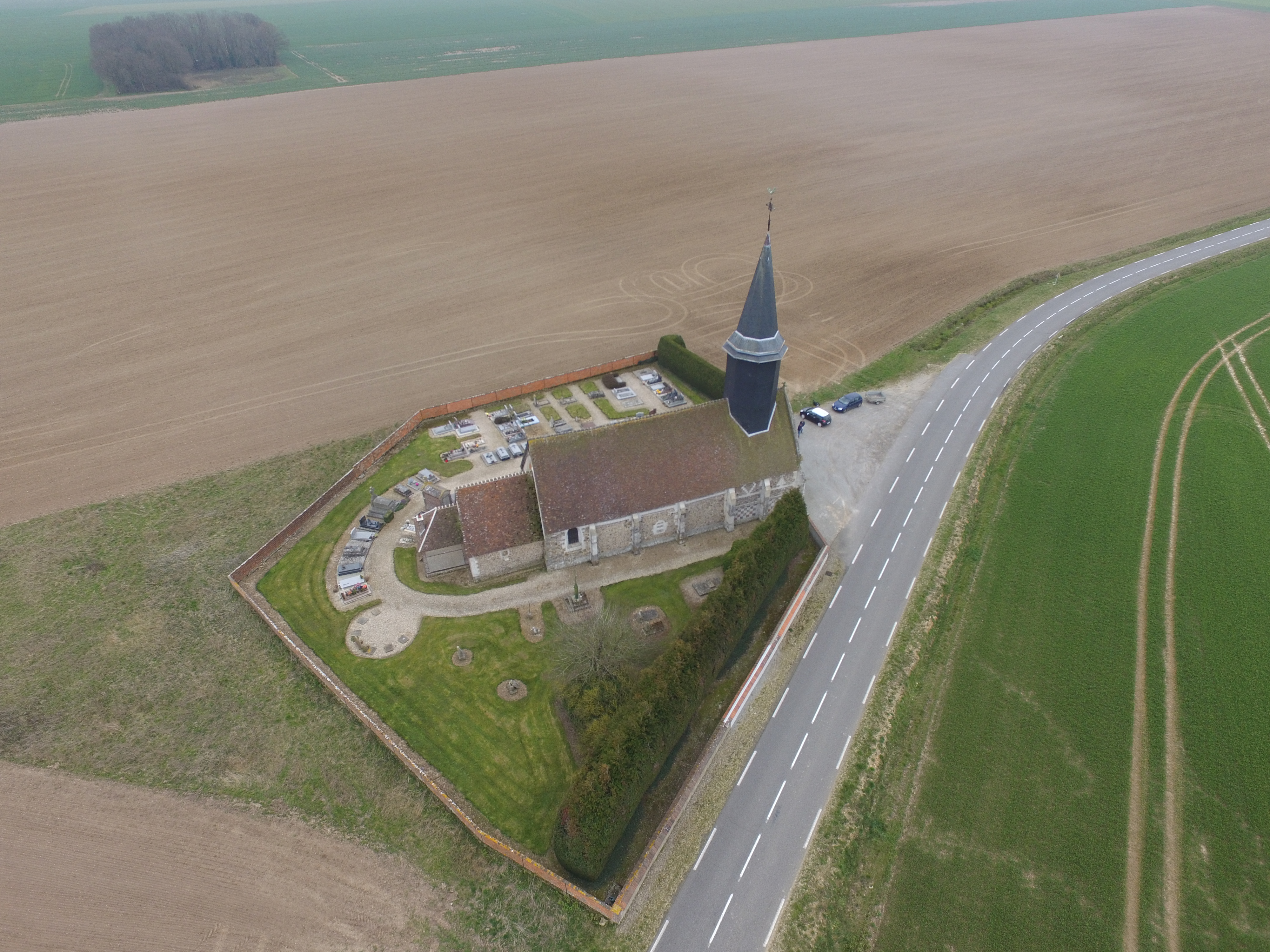
Kirche Saint-Denis

- Kirche Saint-Denis
- Schloss Limeux, 2010 zerstört